# Agència Espanyola de Consum, Seguretat Alimentària i Nutrició
La Agència Espanyola de Consum, Seguretat Alimentària i Nutrició (AECOSAN) és un Organisme Autònom de l'Administració General de l'Estat d'Espanya, adscrit al Ministeri de Sanitat.

## Història
L'Agència, creada per Reial decret 19/2014, de 17 de gener, és el resultat de la refundició de l'Agència Espanyola de Seguretat Alimentària i Nutrició i l'Institut Nacional de Consum, en honor de la simplificació i la sostenibilitat de l'estructura administrativa.

## Funcions
Correspon a l'Agència:
- Coordinar les actuacions de les Administracions amb competències que incideixin directament o indirecta en el consum, la seguretat alimentària i la nutrició.
- Identificar i coordinar els fòrums intersectorials i interterritorials amb competències en el consum, la seguretat alimentària i la nutrició.
- Establir i mantenir els mecanismes necessaris per actuar de manera integrada a la xarxa europea d'agències o organismes de consum, seguretat alimentària i nutrició.
- Proposar mesures de gestió del risc en aliments formulant, entre altres mesures, propostes per a nous desenvolupaments normatius i promovent la simplificació i unificació de les normes, així com planificar, coordinar i desenvolupar estratègies d'actuació en relació amb les malalties de transmissió alimentària.
- Elaborar propostes d'ordenació i propostes normatives en matèria de béns i serveis que facilitin i millorin la protecció del consumidor, així com informar preceptivament els projectes de normes, autoritzacions o propostes que afectin als serveis o productes de consum no alimentosos.
- Coordinar i informar sobre la posició d'Espanya i, si escau, representar-la, en els assumptes de seguretat alimentària, nutrició i consum que es tractin en la Unió Europea i en els organismes internacionals, especialment en la Comissió Mixta FAO/OMS del Codex Alimentarius, de la qual l'Agència serà punt de contacte.
- La gestió del Registre General Sanitari d'empreses Alimentàries i Aliments.
- Coordinar les actuacions de les Administracions públiques en territori nacional, relatives al control oficial de productes alimentosos, per protegir la salut i interessos dels consumidors i del conjunt dels agents de la cadena alimentària.
- Coordinar el funcionament de les xarxes d'alerta existents en territori espanyol, recollides en el capítol V d'aquest Reial decret, i la seva integració en els respectius sistemes comunitari i internacional.
- Facilitar a les Administracions competents suport tècnic i avaluacions de riscos en matèria de seguretat alimentària per a la seva utilització en les seves actuacions normatives i executives, facilitant la coordinació de les entitats implicades.
- Elaborar, promoure i participar en estudis i treballs de recerca sobre consum, nutrició i seguretat alimentària.
- Impulsar l'Estratègia de la nutrició, activitat física i prevenció de l'obesitat, d'acord amb el que s'estableix en la Llei 17/2011, de 5 de juliol, de seguretat alimentària i nutrició.
- Impulsar i participar en el seguiment i gestió dels codis d'autoregulació que s'acordin en matèria de publicitat d'aliments i begudes, especialment les dirigides a menors, i qualssevol uns altres que s'adoptin per a la millora dels béns i serveis prestats als consumidors i usuaris.
- Recolzar en el seu funcionament a l'Observatori de la Nutrició i d'Estudi de l'Obesitat previst en la Llei 17/2011, de 5 de juliol, de seguretat alimentària i nutrició.
- Promoure quantes accions de formació, informació i educació siguin precises per als ciutadans, les administracions públiques i els agents socials implicats.
- Dissenyar i gestionar estratègies de comunicació del risc alimentari, dels beneficis i riscos, establint els mecanismes precisos que facilitin l'adequada percepció del consumidor, així com la comunicació d'altres riscos que afectin a la seguretat dels consumidors.
- La realització d'anàlisi, proves i assajos sobre la qualitat i seguretat dels aliments, béns i serveis d'ús i consum, la formació i assessorament de personal tècnic, el desenvolupament de mètodes analítics i la seva difusió.
- L'ordenació i gestió del Sistema Arbitral de Consum.
- L'establiment de criteris comuns en l'àmbit del consum, prèvia consulta a les Comunitats Autònomes.
- La preparació d'accions judicials en defensa dels interessos generals dels consumidors, segons preveu la legislació vigent.
- El foment i registre de les associacions de consumidors i usuaris.
- Gestió del Registre Estatal d'empreses d'intermediació financera, incloent la instrucció i resolució de procediments derivats de les infraccions relacionades amb ell.

## Llista de Presidents
- Pilar Farjas Abadía (2014-2018)

## Llista de Directors Executius
- Ángela López de Sá (2014-2015)[3]
- Teresa Robledo de Dios (2015-2018)[4]
- Marta Natividad García Pérez (2018-)[5]